# Hampton Bays
Hampton Bays és una concentració de població designada pel cens dels Estats Units a l'estat de Nova York. Segons el cens del 2000 tenia 12.236 habitants.

## Demografia
Segons el cens del 2000, Hampton Bays tenia 12.236 habitants, 4.877 habitatges, i 3.092 famílies. La densitat de població era de 392,4 habitants per km².
Dels 4.877 habitatges en un 26,4% hi vivien nens de menys de 18 anys, en un 50,5% hi vivien parelles casades, en un 8,4% dones solteres, i en un 36,6% no eren unitats familiars. En el 28,5% dels habitatges hi vivien persones soles el 13,2% de les quals corresponia a persones de 65 anys o més que vivien soles. El nombre mitjà de persones vivint en cada habitatge era de 2,48 i el nombre mitjà de persones que vivien en cada família era de 3.
Per edats la població es repartia de la següent manera: un 20,8% tenia menys de 18 anys, un 7,8% entre 18 i 24, un 31,1% entre 25 i 44, un 23,9% de 45 a 60 i un 16,5% 65 anys o més.
L'edat mediana era de 39 anys. Per cada 100 dones de 18 o més anys hi havia 96,3 homes.
La renda mediana per habitatge era de 50.161 $ i la renda mediana per família de 58.773 $. Els homes tenien una renda mediana de 47.633 $ mentre que les dones 30.426 $. La renda per capita de la població era de 27.027 $. Entorn del 6,7% de les famílies i el 10,7% de la població estaven per davall del llindar de pobresa.